# Кастаньито
Кастаньито (итал. Castagnito) — коммуна в Италии, располагается в регионе Пьемонт, в провинции Кунео.
Население составляет 2007 человек (2008 г.), плотность населения составляет 287 чел./км². Занимает площадь 7 км². Почтовый индекс — 12050. Телефонный код — 0173.
Покровителем коммуны почитается святой Иоанн Креститель, празднование 24 июня.

## Демография
Динамика населения:

## Администрация коммуны
- Официальный сайт: